# 星戀＊閃爍
《星戀＊閃爍》是Cabbage Soft在2017年1月27日發售的戀愛冒險類型成人遊戲。

## 故事簡介
渚沙町有著崇拜星星「凪」的習俗，並會在每年十二月舉辦「星夜祭」，但對於剛搬到這個城市的群雲景與群雲空羽兩兄妹來說並非特別的活動。某一天，景被學校的學姐鳴瀨川凪邀請跟她一起成立讓更多人知道「凪」這顆星星的社團「星夜社」，起初景感到猶豫，但在了解渚沙町的風俗民情後，讓景決定要跟凪一起進行社團活動。

## 登場角色

### 主要角色
群雲景
作品男主角。渚沙學園二年級生，在阿姨的邀請下和妹妹空羽一起到渚沙町定居。
鳴瀨川凪（聲：遙空）
景的學姐，渚沙學園三年級生。體型嬌小，好奇心旺盛。積極邀請景加入星夜社。
群雲空羽（聲：秋野花）
景的妹妹，渚沙學園一年級生。體弱多病，生活起居都由景照顧，因此養成了依賴景的習慣。
織紙珠希
景的同班同學，渚沙學園二年級生。神社的獨生女。性格友善，與剛轉學進來的景馬上就成為了好朋友。喜歡吃烤地瓜。
花花見咲良（聲：藤咲ウサ）
空羽的同學，渚沙學園一年級生，與珠希是親戚關係。家中經營診療所。冒失娘，在為學校花園的花澆水時經常把水潑到自己身上。

### 其他角色
莉貝爾（聲：藤吉菜子）
穿著哥德蘿莉服的年幼少女，總是面無表情。
鳴瀨川風子（聲：早瀨彌生）
凪的母親，海洋研究所的所長。
花花見楓（聲：小倉結衣）
咲良的姐姐，渚沙學園的保健老師，個性隨意。喜歡可愛的女孩子。
群雲真千（聲：澤澤砂羽）
景和空羽的阿姨，也是兩人母親的妹妹，請兩人到渚沙町的家裡居住後便獨自外出。外表相當年輕，總是帶著笑容。

## 主題曲
片頭曲
作詞：RUCCA，作曲：藤田淳平，主唱：佐佐木未來
片尾曲「Be your Flower」
作詞：RUCCA，作曲、編曲：藤田淳平
大結局片尾曲
作詞、作曲：，編曲：五十嵐耕平，主唱：鳴瀨川凪（遙空）

## 漫畫
星戀＊閃爍 ～BROTHER COMPLEX～
漫畫於《月刊Comic Alive》2016年11月號至2017年3月號連載。由作畫。
| 冊數 | KADOKAWA      | KADOKAWA               |
| 冊數 | 發售日期      | ISBN                   |
| ---- | ------------- | ---------------------- |
| 1    | 2017年2月23日 | ISBN 978-4-04-069027-8 |

## 評價
《星戀＊閃爍》在Getchu.com的2017年1月銷量榜上排名第3名、全年排名第32名。於「萌系遊戲大賞」2017年1月的月間賞獲得第5名。

## 外部連結
- 星戀＊閃爍遊戲官網 （页面存档备份，存于）（日語）
- 《星戀＊閃爍》在視覺小說數據庫的頁面 （英文）